# Peritelus hirticornis
Peritelus hirticornis — вид жесткокрылых семейства долгоносиков.

## Описание
Жук длиной 4,5-8 мм. Верхняя часть тела в желтоватых или буроватых чешуйках, образующих неясный пёстрый рисунок. Переднеспинки с довольно крупными точками, из которых торчат щетинки. Жгутик усиков толстый, покрыт щетинками. Щетинки в промежутках между бороздками на надкрыльях пригнутые. Глаза плоские, не выступают из контура головы.

## Экология
Жуки живут в постилке буковых лесов.